# No Holds Barred
No Holds Barred (NHB) betyder "inga lås förbjudna, allt är tillåtet, anything goes" eller kort sagt "alla grepp är tillåtna". Används ofta som benämning på kampsportstävlingar där utövare av olika stilar möts.